# Wireless Datagram Protocol
Wireless Datagram Protocol (WDP) je transportní protokol v sadě protokolů WAP, který poskytuje vyšším vrstvám podobné služby jako UDP v TCP/IP – přenos datagramů, adresování aplikací pomocí čísel portů, volitelnou segmentaci a sestavování segmentů a volitelnou detekci chyb.
Jako obecná transportní služba poskytuje WDP vyšším vrstvách rozhraní nezávislé na používané podkladové síťové technologii. Protokoly vyšších vrstev architektury WAP mohou v důsledku existence společného rozhraní pro transportní protokoly fungovat nezávisle na podkladové bezdrátové síti. Díky tomu, že pouze transportní vrstva se zabývá otázkami závislými na fyzické síti, lze dosáhnout globální interoperability pomocí zprostředkující brány.

## Popis
WDP je nespojovaná služba, která poskytuje 3 komunikační primitiva:
- T-DUnitdata.req
- T-DUnitdata.ind
- T-DError.ind

Primitiva T-DUnitdata obsahují adresu (MSISDN, IP adresu, X.25 adresu, apod.) zdroje a cíle a 16bitový zdrojový a 16bitový cílový port.
Primitivum T-DError povinně obsahuje kód chyby, volitelně může obsahovat adresy a porty původního datagramu.
Pro přenos chybových zpráv používá WDP protokol Wireless Control Message Protocol (WCMP), který je obdobou internetového protokolu ICMP.
V IP sítích lze jako WDP používat přímo UDP. V sítích GSM lze WDP přenášet pomocí služeb SMS, Cell Broadcast (CBS), USSD, CSD a pomocí paketových dat. Existují protokoly pro přenos WDP jinými sítěmi mobilních telefonů.